# Butera
Butera is een gemeente in de Italiaanse provincie Caltanissetta (regio Sicilië) en telt 5178 inwoners (31-12-2004). De oppervlakte bedraagt 297,0 km², de bevolkingsdichtheid is 17 inwoners per km².
De volgende frazioni maken deel uit van de gemeente: Butera Scalo.

## Demografie
Butera telt ongeveer 1957 huishoudens. Het aantal inwoners daalde in de periode 1991-2001 met 5,2% volgens cijfers uit de tienjaarlijkse volkstellingen van ISTAT.
| Jaar | Inwoneraantal |
| ---- | ------------- |
| 1991 | 5673          |
| 2001 | 5376          |

## Geografie
De gemeente ligt op ongeveer 402 m boven zeeniveau.
Butera grenst aan de volgende gemeenten: Gela, Licata (AG), Mazzarino, Ravanusa (AG), Riesi.

## Externe link

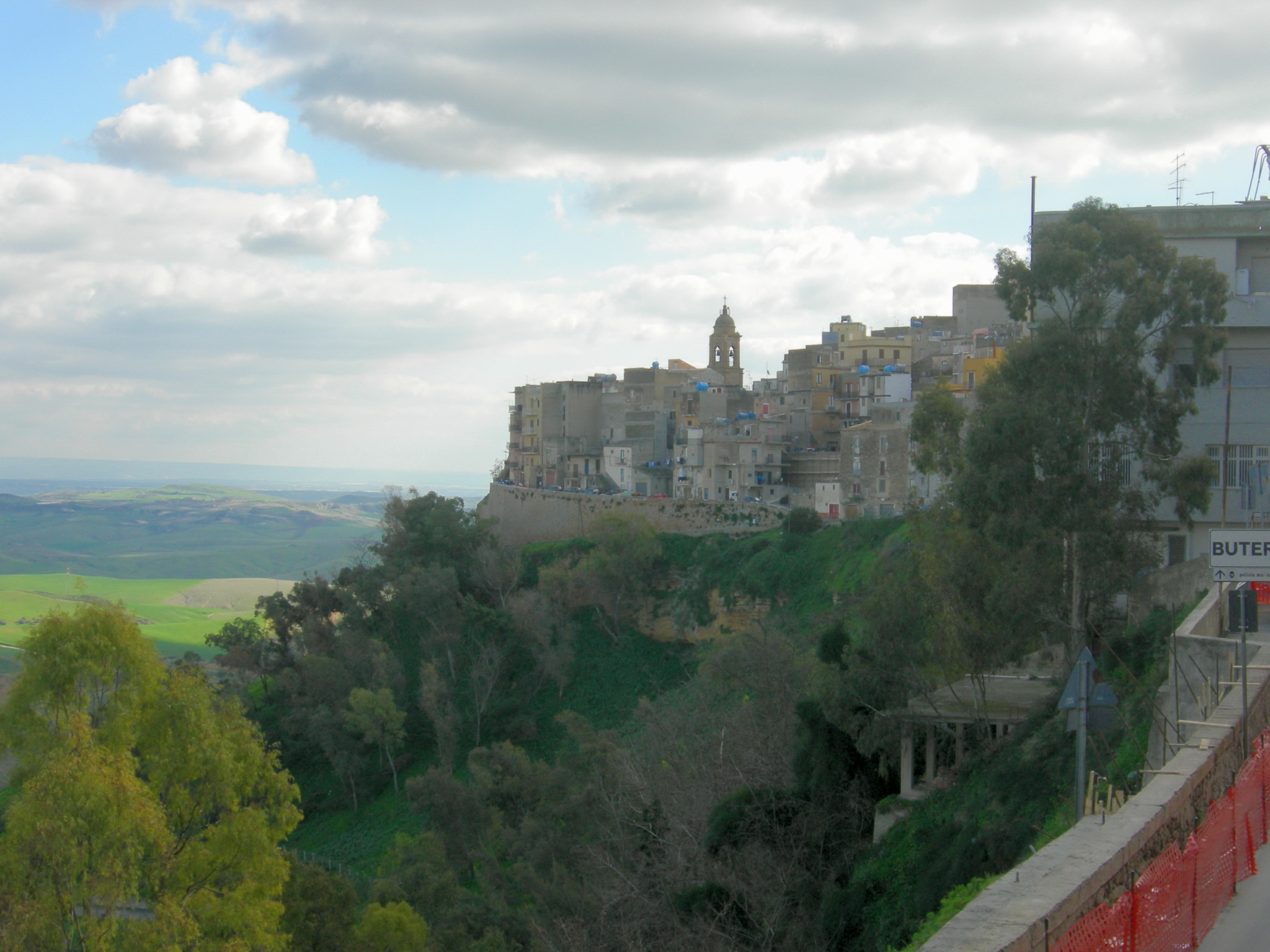
Butera